# مقبرة 39
المقبرة رقم 39 والمعروفة علمياً بالرمز KV39 تقع في وادي الملوك في مصر، وهي واحدة من المواقع المحتملة لمقبرة الملك أمنحتب الأول. وهي تقع على ارتفاع في الجروف الصخرية بعيداً عن قاع الوادي الرئيسي الذي يضم معظم المقابر الملكية. وهي تقع في وادي صغير يمتد من الجانب الشرقي من قمة القرن ، مباشرة تحت التلال حيث تقع قرية العمال.
وليس فقط موقعها غير معتاد بالنسبة للمقابر الملكية في هذه المنطقة، بل تخطيط المقبرة كذلك فريد من نوعه. فلها محوران عوضاً عن واحد، واحد يمتد نحو الشرق وآخر نحو الجنوب. واكتشافها مكاريوس وأندراوس، الذان كانا يعملان لصالح عالم المصريات الفرنسي فيكتور لوريه، ولكن لم يتم فحصها بشكل كامل. عندما حُفِرت وأعاد فحصها في تسعينات القرن العشرين عالم الآثار جون روز، عُثِر على مقتنيات للملك تحتمس الأول وأمنحتب الأول وربما تحتمس الثاني كذلك. وقد فحص الموقع في عام 2002 إيان باكلي وصحّح فريقه مخطط المقبرة العام وانتشل شظايا من الفخار لفحصها لاحقا.

## روابط خارجية
- مشروع تخطيط طيبة : KV39

## هوامش
1. ↑  Buckley, Buckley & Cook Fieldwork in Theban Tomb KV39: The 2002 SeasonJournal of Egyptian Archaeology, 2006